# VLC media player
VLC (VideoLAN Client) — кросплатформений та вільний плеєр проєкту VideoLAN. VLC здатний програвати різноманітні аудіо- та відеофайли, CD та DVD-диски, інтернет-радіо за різними протоколами та має багато інших можливостей. Попри наявність у назві слова «client», він також може бути сервером потокової трансляції файлів в реальному часі на один або кілька комп'ютерів мережі чи записувати вихідні дані у файл. Підтримує мережеві протоколи IPv4 та IPv6. VLC підходить для більшості сучасних операційних систем, в тому числі Windows, Linux і Mac OS X. VLC, починаючи з версії 0.7.2, уже завантажили понад 437 млн разів, не рахуючи завантаження через дистрибутиви Linux. VLC має багату бібліотеку власних кодеків і є чи не єдиним плеєром, що добре програє зіпсовані чи недовантаженні файли. Має багатомовний інтерфейс користувача.

## Історія
Проєкт VideoLAN був заснований студентами французького університету École Centrale Paris. Тепер робота над проєктом перейшла до The VLC Team, що включає спільноту розробників з 20 країн світу. Спочатку розробники створювали зв'язку двох програм для трансляції відео через мережу: сервера VLS (VideoLAN Server) і клієнта VLC (VideoLAN Client). У версію 0.5.0 плеєра VLC, що вийшла у січні 2003 року, розробники додали реалізацію потокового виводу з можливістю перекодування «на льоту». З версії 0.7.0 плеєр може виводити кілька джерел в один вихідний потік, а з версії 0.8.0 перекодовувати для потоку будь-які формати, що здатен відтворити. Таким чином існування VLS стало непотрібним і тепер його розробка припинилася. Крім VLC, у VideoLAN розробляють ще ряд допоміжних проєктів, переважно бібліотек програмування. Вибір дорожнього конуса як логотипа програми пояснюється хобі спільноти програмістів VIA, до якої також входить VideoLAN, — колекціонуванням цих виробів.
Версія 2.1, що вийшла у вересні 2013, примітна переводом більшості модулів з ліцензії GPLv2+ на LGPLv2.1 +, що допускає зв'язування модулів з власницькими продуктами і відкритими проєктами, поширюваними під ліцензіями, не сумісними з GPL. Крім раніше переведених з ліцензії GPLv2+ на LGPLv2.1+ базових бібліотек libVLC, libVLCcore, libdvbpsi, libaacs і libbluray, відзначено завершення процесу зміни ліцензії для майже всіх модулів. Ліцензія LGPL тепер застосовується до модулів розмежування доступу, кодеків, пакувальників і розпаковальників медіа-контейнерів, модулів для фільтрації, виводу і змішування звуку, модулів виводу і коригування відео, модулів виводу тексту, парсеру XML і блоків оптимізації з використанням інструкцій ARM NEON і SSE2. Таким чином, майже весь код VLC тепер доступний під ліцензією LGPL.

## Архітектура
VLC має модульну архітектуру, що дозволяє легко підключати підтримку нових форматів файлу, кодеків, фільтрів тощо. Деякі модулі відсутні у готовій скомпільованій програмі і для того, щоб їх використати, необхідно скомпілювати джерельні коди вручну. Існує понад 300 модулів для VLC.

## Підтримка операційних систем
VLC багатоплатформна програма. На даний час, VLC працює на таких платформах:
- Linux
- FreeBSD, NetBSD, OpenBSD
- Mac OS X
- Solaris, OpenSolaris
- QNX
- інші різновиди UNIX
- Microsoft Windows
- Microsoft Windows CE
- BeOS, Magnussoft ZETA, Haiku
- MorphOS
- iOS
- Android

## Підтримка форматів
VLC Media Player має власні кодеки для відтворення аудіо та відео. Підтримка різних форматів залежить від операційної системи, на якій працює VLC. Версія 3.0 додасть підтримку сферичних відео формату Spatial Video а також сферичних фотографій на панорам.

### Читання форматів
Вхідні даніUDP/RTP Unicast або Multicast, HTTP, FTP, MMS, TCP/RTP Unicast, DCCP/RTP Unicast, DVD, VCD, SVCD, CD Audio, DVB (тільки на Linux), Video acquisition (через V4L чи DirectShow), RSS/Atom подачі і з локальних файлів на комп'ютері.
Формати контейнерів3GP, ASF, AVI, FLV, MKV, QuickTime, MP4, Ogg, OGM, Annodex, WAV, MPEG-2 (ES, PS, TS, PVA, MP3), AIFF, Raw audio (DTS, AAC, AC3/A52), Raw DV, MXF, VOB, Matroska (MKV).
ВідеоформатиCinepak, DV, RealVideo, H.263/H.263i, H.264, H.264/MPEG-4 AVC, HuffYUV, Indeo 3, MJPEG (A/B), MPEG-1, MPEG-2, MPEG-4 Part 2, Sorenson 1/3 (отже, підтримується програвання модифікованого відео Sorenson H.263, завантаженого з YouTube), Theora (alpha 3), VC-1, VP5, VP6, WMV, DIVX (1/2/3/5).
СубтитриDVD, SVCD, DVB, OGM, Matroska, SubStation Alpha (частково), SubRip, Advanced SubStation Alpha (частково), MPEG-4 Timed Text, текстові файли (MicroDVD, SubRIP, SubViewer, SSA1-5, SAMI, VPlayer), Vobsub, MPL2, Teletext.
АудіоформатиAAC, AC3, ALAC, AMR, DTS, DV Audio, XM, FLAC, MACE, MP3, PLS, QDM2/QDMC, RealAudio, Speex, Screamtracker 3/S3M, TTA, Vorbis, WavPack, WMA, MIDI, Creative™ Voice.

### Формати для потокової трансляції (запису)
Формати контейнерівASF, AVI, Fraps, FLV, MP4, Ogg, Wav, MPEG-2 (ES, PS, TS, PVA, MP3), MPJPEG, FLAC, MOV.
ВідеоформатиH.263, H.264/MPEG-4 AVC, MJPEG, MPEG-1, MPEG-2, MPEG-4 Part 2, VP5, VP6, Theora, DV.
АудіоформатиAAC, AC3, DV Audio, FLAC, MP3, Speex, Vorbis.
Протоколи потоківUDP, HTTP, RTP, RTSP, MMS, File.

## Інтерфейси
VLC підтримує велику кількість інтерфейсів. Для Windows та Linux інтерфейсом за замовчуванням є Qt 4, для Mac OS X — Cocoa, для BeOS — Be API. Старі версії на Windows та Linux використовували wxWidgets як інтерфейс за замовчуванням. Підтримка Qt4 була додана у версії 0.9.0. В цей час бібліотека wxWidgets повністю вилучена з програми.

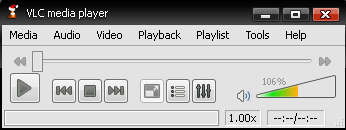
Великоднє яйце у Qt-інтерфейсі VLC (значок у заголовку)

У Qt-інтерфейсі є великоднє яйце, яке «вдягає» значок заголовка програми у шапку Санта Клауса. Великоднє яйце проявляє себе з 18 грудня (за тиждень перед католицьким Різдвом) по 1 січня.
Також підтримуються скіни довільної форми, а отже й скіни популярних плеєрів Winamp та XMMS. Крім графічних, є текстовий інтерфейс, що дозволяє керувати програмою через командний рядок або написанням скриптів. Для віддаленого керування існує вебінтерфейс та зв'язок через Telnet.

## Рішення на основі VideoLAN
Рішення на основі VideoLAN включає наступні програми:
- VLS (VideoLAN Server) з можливістю трансляції на один або декілька комп'ютерів мережі файлів формату MPEG-1, MPEG-2 і MPEG-4, DVD-відео, цифрового телебачення, включаючи супутникове, а також відео в реальному часі
- VLC (спочатку званий VideoLAN Client), який можна використовувати або як сервер потокової трансляції файлів формату MPEG-1, MPEG-2 і MPEG-4, DVD-відео та відео в реальному часі на один або декілька комп'ютерів мережі, або як клієнт для прийому, декодування і демонстрації відеопотоків в різних операційних системах

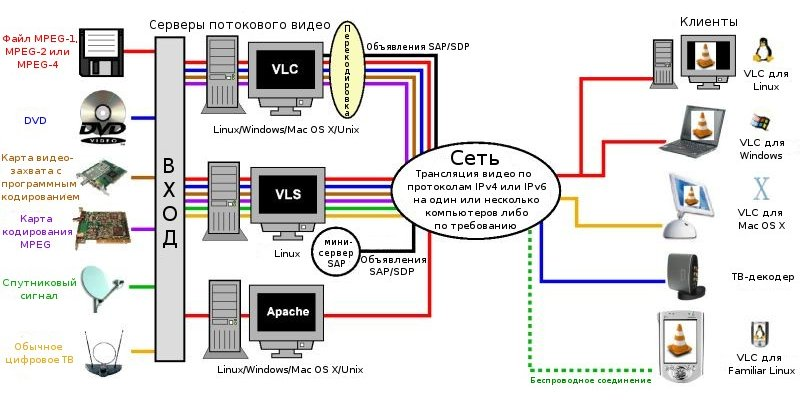
Повний загальний вид рішення на основі VideoLAN

## Інші можливості
Для Mozilla Firefox та інших браузерів платформи Gecko існує плагін VLC, що дає можливість відтворювати аудіо та відео з вікна браузера.